# Doug Crossman
Douglas A. Crossman (* 13. Juni 1960 in Peterborough, Ontario) ist ein ehemaliger kanadischer Eishockeyspieler und -trainer. Insgesamt absolvierte der Verteidiger in seiner von 1980 bis 1996 andauernden Profikarriere über 1000 Spiele in der National Hockey League, den Großteil davon für die Philadelphia Flyers und die Chicago Black Hawks. Mit der kanadischen Nationalmannschaft gewann Crossman 1987 die Goldmedaille beim Canada Cup.

## Karriere

### Jugend
Doug Crossman spielte in seiner Jugend für die Ottawa 67’s in der Ontario Major Junior Hockey League (OMJHL), nachdem er 1977 eine Partie für die London Knights in der gleichen Liga absolviert hatte. Im NHL Entry Draft 1979 wählten ihn die Chicago Black Hawks an 112. Position aus, sein Durchbruch in der OMJHL allerdings gelang ihm erst in der folgenden Spielzeit 1979/80. In diesem Jahr erzielte der Verteidiger 116 Scorerpunkte und wurde infolgedessen ins OMJHL First All-Star Team gewählt, während er mit der U20-Nationalmannschaft Kanadas an der Junioren-Weltmeisterschaft 1980 teilnahm.

### Chicago und Philadelphia
Mit Beginn der Saison 1980/81 wechselte Crossman in die Organisation der Black Hawks, die ihn allerdings vorerst bei ihrem Farmteam, den New Brunswick Hawks, in der American Hockey League (AHL) einsetzten. Ab dem Folgejahr etablierte sich der Abwehrspieler jedoch im Aufgebot Chicagos und kam fortan regelmäßig in der National Hockey League (NHL) zum Einsatz. Nach nur drei Jahren wurde der Kanadier allerdings bereits im Juni 1983 samt einem Zweitrunden-Wahlrecht im NHL Entry Draft 1984 an die Philadelphia Flyers abgegeben, die im Gegenzug Behn Wilson zu den Black Hawks transferierten. Bei den Flyers war Crossman fünf Jahre aktiv und absolvierte für das Team die meisten NHL-Einsätze seiner Karriere. Zudem erreichte er mit der Mannschaft 1985 und 1987 das Finale um den Stanley Cup, unterlag dort allerdings jeweils den Edmonton Oilers. Darüber hinaus debütierte Crossman für die A-Nationalmannschaft seines Heimatlandes beim Canada Cup 1987 und gewann dort mit dem Team die Goldmedaille.

### Stete Wechsel und Karriereende
Im September 1988 wurde er im Tausch für Jay Wells an die Los Angeles Kings abgegeben. Nach einer Saison in Los Angeles schickten ihn die Kings im Mai 1989 zu den New York Islanders, wodurch Crossman zum Teil eines Tauschgeschäfts wurde (future considerations), bei dem die Islanders bereits im Februar 1989 Mark Fitzpatrick und Wayne McBean erhalten sowie Kelly Hrudey nach Los Angeles geschickt hatten. In New York kam Crossman 1989/90 mit 59 Punkten in 80 Spielen auf seine beste persönliche NHL-Statistik, wurde allerdings dennoch im November 1990 im Tausch für Ray Ferraro zu den Hartford Whalers transferiert. Die Whalers wiederum gaben den Verteidiger nur wenig später im Februar 1991 an die Detroit Red Wings ab und erhielten im Gegenzug Doug Houda. In Detroit kam Crossman in der Spielzeit 1991/92 auf nur 26 Einsätze und wurde in der Folge samt Dennis Vial für eine finanzielle Kompensation an die Nordiques de Québec abgegeben. Diese Verpflichtung fand allerdings im Hinblick auf den anstehenden NHL Expansion Draft 1992 statt, in dem Crossman von den Tampa Bay Lightning ausgewählt wurde. Für die neu gegründeten Lightning stand der Kanadier in 40 Spielen auf dem Eis, bevor er im Januar 1993 samt Basil McRae und einem Viertrunden-Wahlrecht im NHL Entry Draft 1996 zu den St. Louis Blues transferiert wurde, die dafür Jason Ruff nach Tampa schickten. Die Blues wurden somit zum achten NHL-Team in den letzten knapp viereinhalb Jahren, bei dem Crossman unter Vertrag stand; zugleich jedoch auch zum letzten.
Nach der Saison 1993/94 verließ der Kanadier die NHL und ließ seine Karriere in den folgenden zwei Jahren in der AHL und der International Hockey League (IHL) bei den Denver Grizzlies, Baltimore Bandits und Chicago Wolves ausklingen. Dabei gewann er mit den Grizzlies 1995 die IHL-Playoffs um den Turner Cup. Crossman beendete seine aktive Karriere, in der der Abwehrspieler über 1000 NHL-Spiele absolviert und dabei über 500 Scorerpunkte erzielt hatte, nach der Spielzeit 1995/96. In der Spielzeit 1997/98 war er als Cheftrainer der Port Huron Border Cats in der United Hockey League tätig, trat darüber hinaus jedoch nicht als Trainer in Erscheinung.

## Erfolge und Auszeichnungen
- 1980 OMJHL First All-Star Team
- 1987 Goldmedaille beim Canada Cup
- 1995 Turner-Cup-Gewinn mit den Denver Grizzlies

## Karrierestatistik

### International
Vertrat Kanada bei:
- Junioren-Weltmeisterschaft 1980
- Canada Cup 1987

(Legende zur Spielerstatistik: Sp oder GP = absolvierte Spiele; T oder G = erzielte Tore; V oder A = erzielte Assists; Pkt oder Pts = erzielte Scorerpunkte; SM oder PIM = erhaltene Strafminuten; +/− = Plus/Minus-Bilanz; PP = erzielte Überzahltore; SH = erzielte Unterzahltore; GW = erzielte Siegtore; 1 Play-downs/Relegation; Kursiv: Statistik nicht vollständig)